# Polyxenus lucidus
Polyxenus lucidus är en mångfotingart som beskrevs av Chalande 1888. Polyxenus lucidus ingår i släktet Polyxenus och familjen penseldubbelfotingar. Inga underarter finns listade i Catalogue of Life.